# Mandracchio

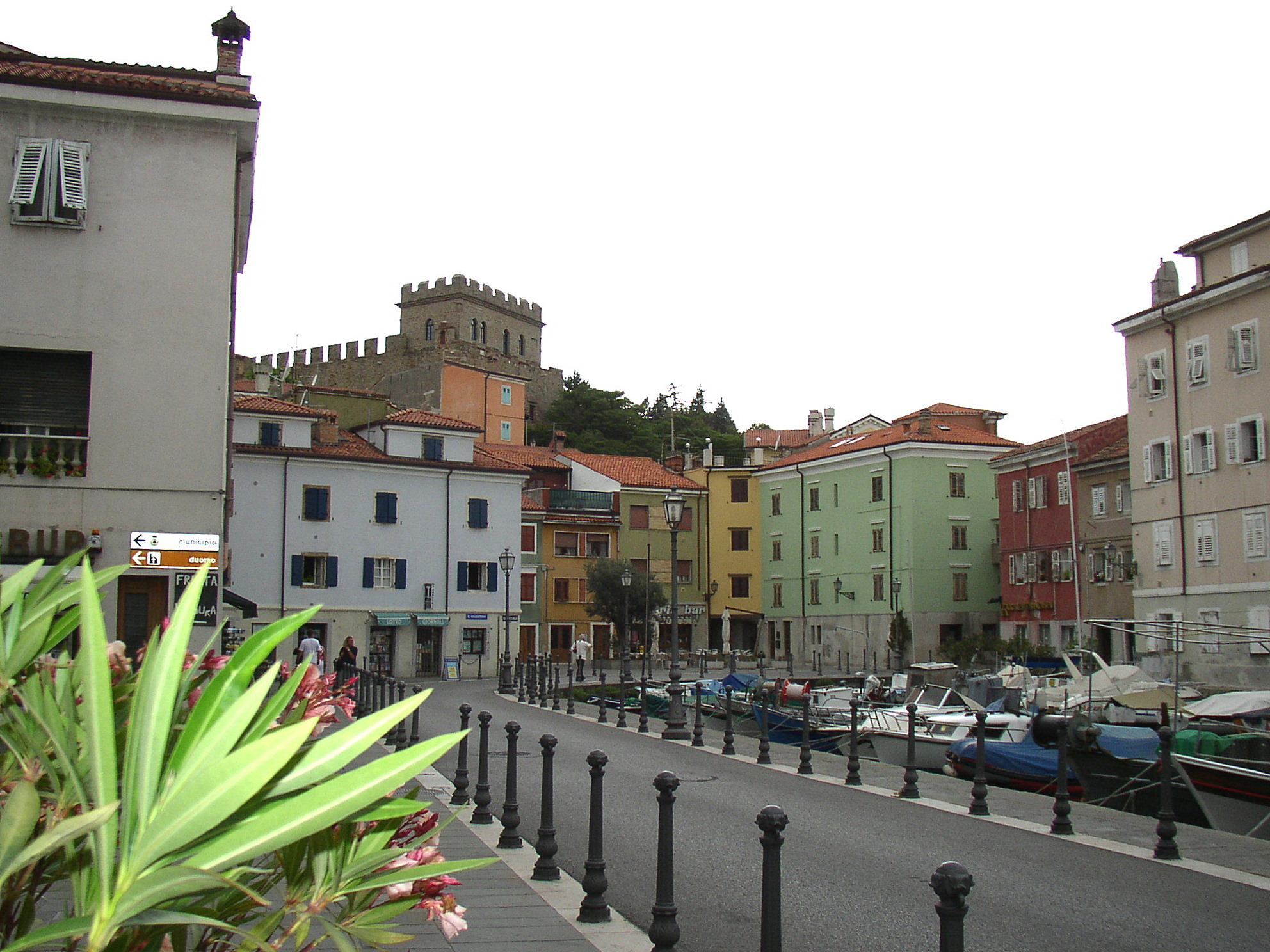
Mandracchio de Muggia.

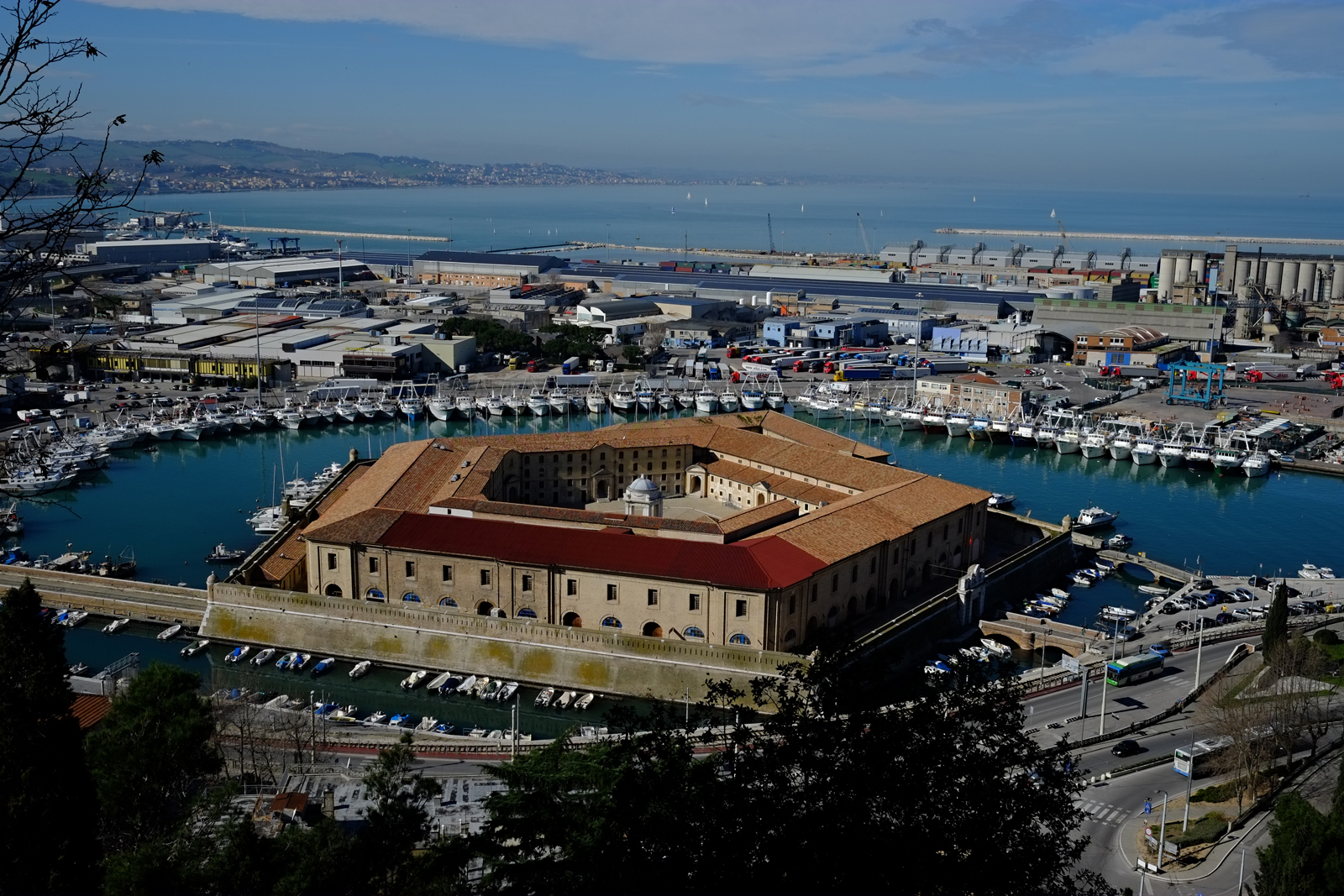
Mandracchio d'Ancône, autour du Lazzaretto.

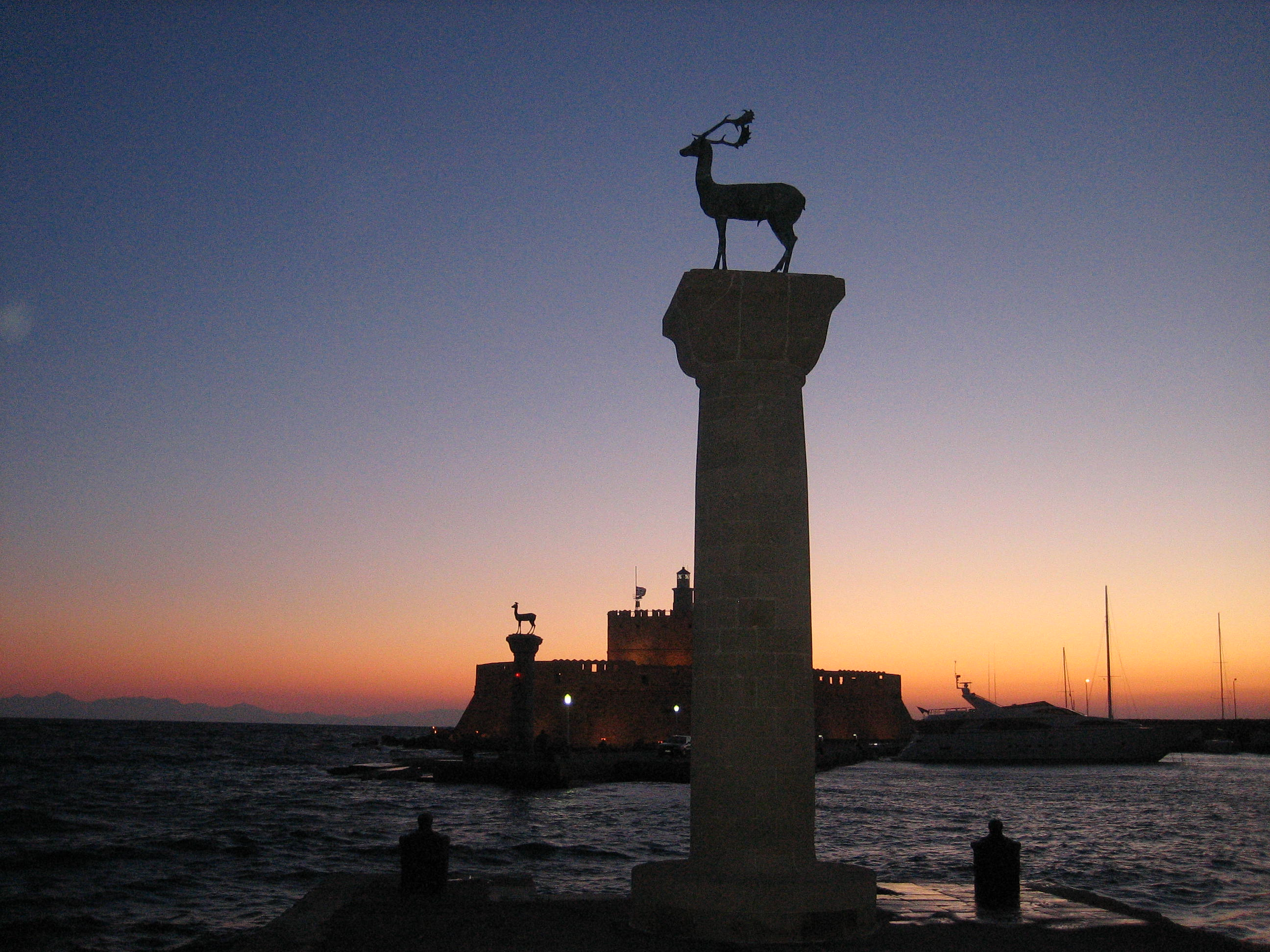
Mandracchio de Rhodes.

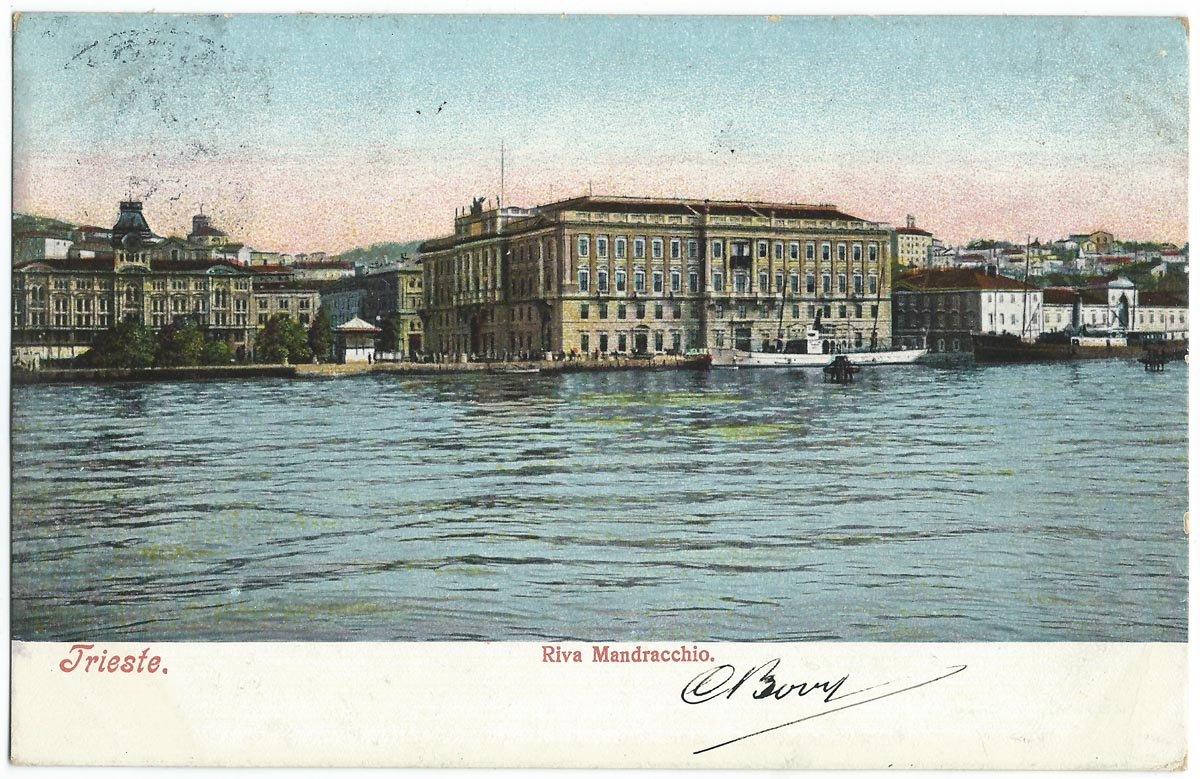
Riva del mandracchio à Trieste.

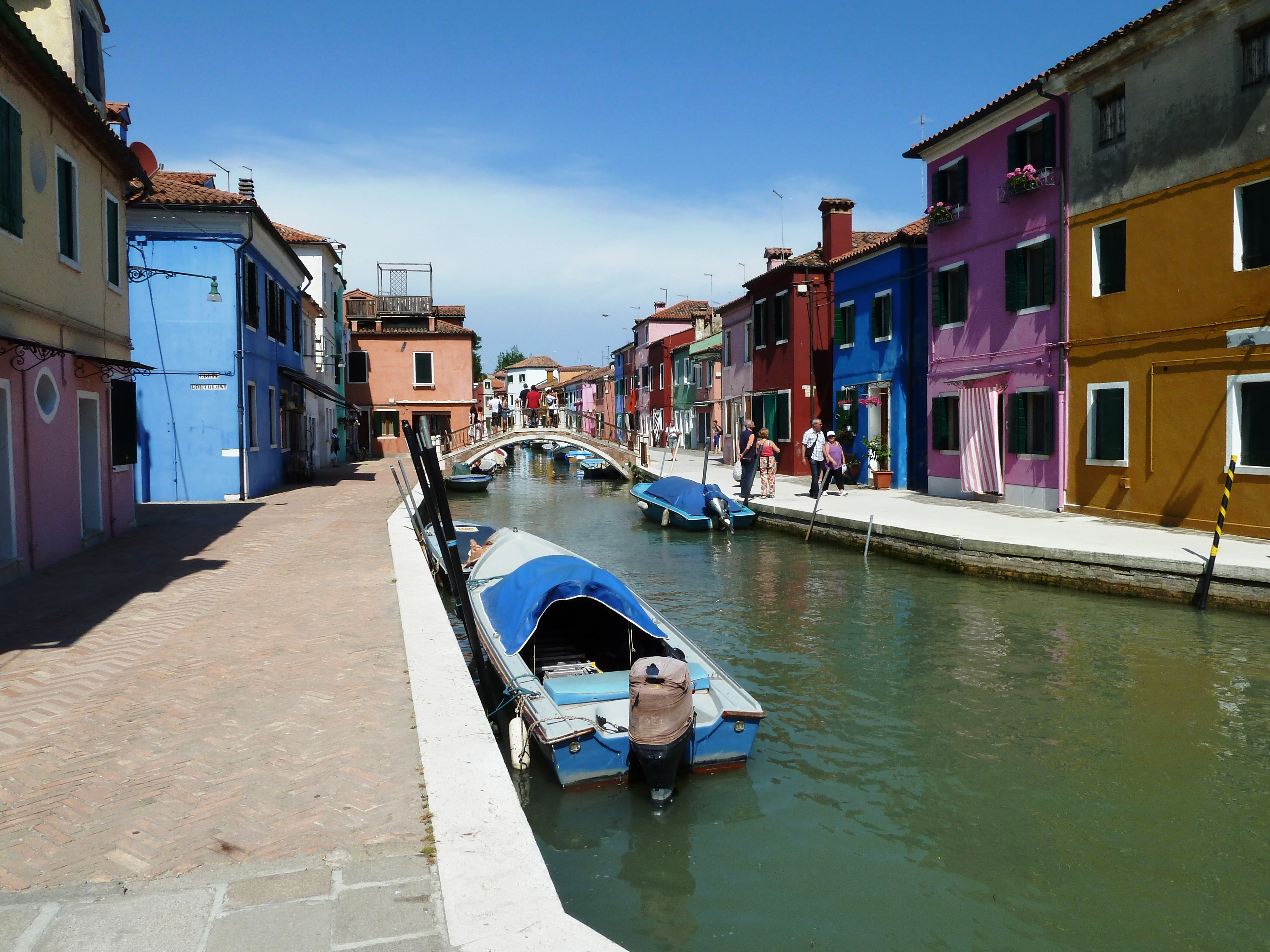
Río del mandracchio à Burano.

Le nom mandracchio (pluriel mandracchi) désigne, dans certains ports italiens, une étendue d'eau réservée à l'amarrage d'un grand nombre de chalutiers et de petites embarcations, comme les barcasses (grosses barques) et les barges. En principe, le mandracchio occupe un grau et en cela diffère d'un port commun.

## Exemples
Il y a des mandracchi dans le port d'Ancône, autour du Lazzaretto, dans le Gênes (appelé mandraccio), dans ceux de La Spezia, de Grado , de Muggia et d'Ortona, où il donne son nom à une jetée. Les mandracchi du port de Naples et du port de Trieste ont été enterrés, mais ils ont laissé des traces dans la toponymie. Au XIXe siècle, le terme « mandraccio » désignait un quai dans le port de Livourne. Les mandracchi sont également présents dans les ports liés à la culture italienne, comme ceux d'Istrie et de Dalmatie (Novigrad, Piran, Izola et autres), celui de Malte (appelé Il-Mandraġġ) et ceux du Dodécanèse, dont Rhodes (appelés mandraki).
En raison des particularités géographiques de la lagune de Venise, le mandracchio de Burano (en vénitien mandracio) est un canal, le rio mandracchio.
Dans l'important centre de pêche de San Benedetto del Tronto, un quartier de la ville est appelé « mandracchio » : sur la plage qui le bordait autrefois les bateaux étaient tirés à terre, l'un à côté de l'autre. Un autre quartier appelé « mandracchio » existe à Naples, également situé à proximité d'un bras de mer utilisé pour l'amarrage de petites flottes.

## Étymologie
Le nom mandracchio dérive du latin mandra (enceinte, réceptacle) et son diminutif mandraculum, espace organisé pour éviter l'encombrement et occuper le moins d'espace possible. En grec, le mot correspondant, mandràki (μανδράκι), est un emprunt méditerranéen comme d'autres mots communs à diverses cultures de la mer. En plus d'indiquer le mandracchio de Rhodes, c'est aussi le nom propre de deux centres côtiers : Mandràki Nisyrou (Μανδράκι Νισύρου), sur l'île de Nísyros, dans le Dodécanèse, et Mandràki Serròn (Μανδράκι Σερρών), dans le district de Serres en Macédoine-Centrale.